# 紐約藝術學生聯盟

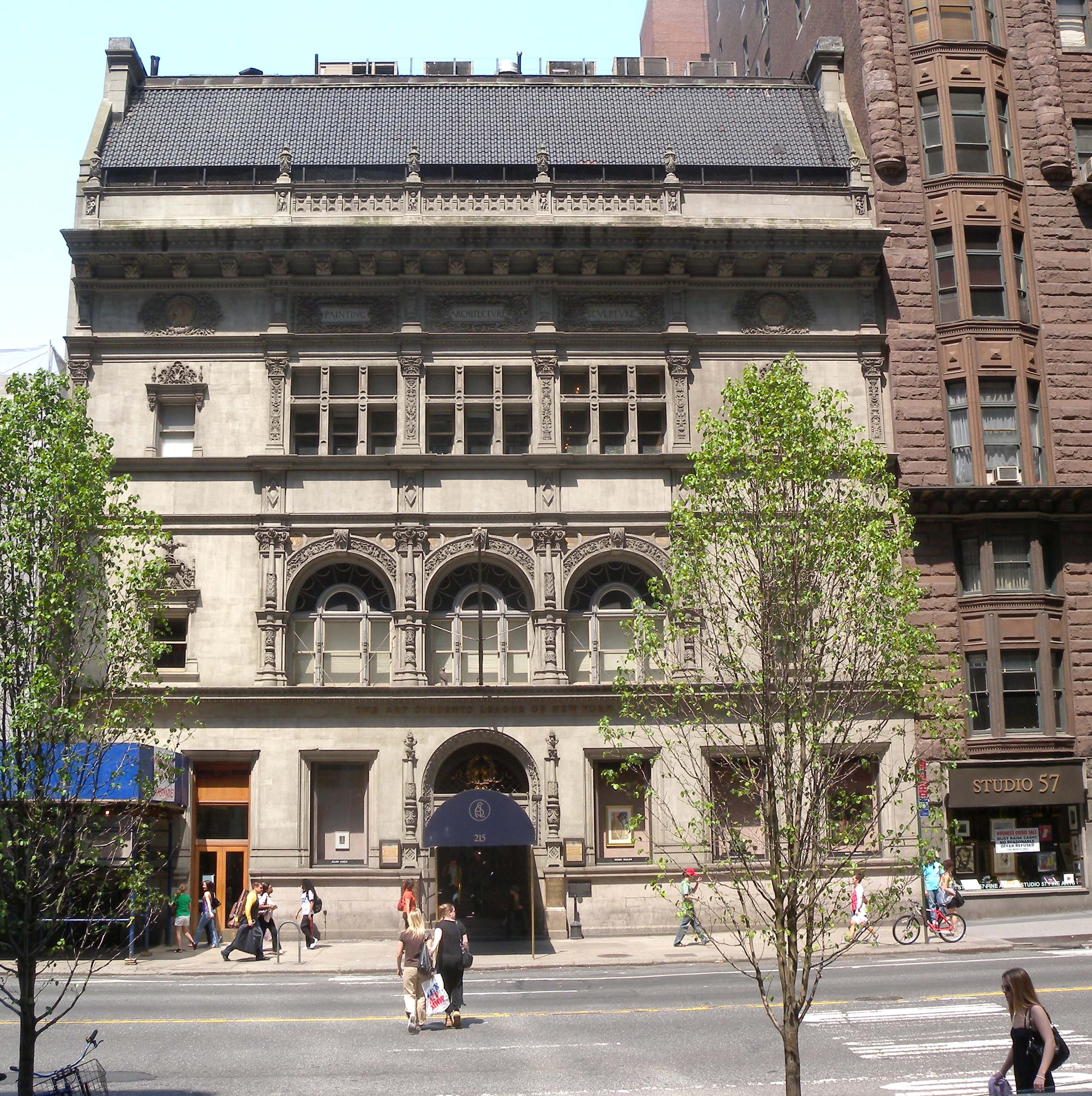
學校建築

紐約藝術學生聯盟（Art Students League of New York）是一所1875年、在美國紐約市曼哈頓成立的藝術學校。知名的校友有諾曼·洛克威爾、喬治亞·歐姬芙。
紐約藝術學生聯盟的創立是為了彌補當時國家設計學院課程上面彈性、種類不足，希望提供校外人士以及對藝術有喜好的人一個長期進修的場所。
當國際設計學院在1877年恢復了一些比較自由繪畫的古典藝術課程之後，曾有人提議要廢除紐約藝術學生聯盟這個機構，當時學生們舉行投票希望能繼續保留紐約藝術學生聯盟，2004年時，它已經是紐約藝術生活中不可或缺的一部份，有許多知名藝術家都曾在此短暫學習過。目前該校的課程分為繪畫、油畫、雕塑和版畫四大類。沒有入學考試，可自由選擇短期藝術課程註冊就讀。亦不提供學分和證書。如是國際學生，則依美國聯邦法律要寄送作品讓學校審核、並進行申請學生簽證的步驟。

## 外部連結
- Art Students League of New York （页面存档备份，存于） 官方網站